# Vajont, Pordenone
Vajont (furlansko Vaiont) je vas in občina v Pokrajini Pordenone, v zgodovinski regiji Furlaniji. Leži v italijanske dežele Furlanija - Julijska krajina, na severovzhodu Italije. Ima 1.606 prebivalcev. 